# Paulo Conrado do Carmo Sardin
Paulo Conrado do Carmo Sardin (18 de julio de 1991) es un futbolista brasileño que se desempeña como delantero.
Jugó para clubes como el AC Nagano Parceiro.

## Trayectoria

### Clubes
| Club               | País  | Año  |
| ------------------ | ----- | ---- |
| AC Nagano Parceiro | Japón | 2016 |

## Estadística de carrera

### J. League
| Club               | Año   | J. League | J. League | Copa J. League | Copa J. League | Total | Total |
| Club               | Año   | Part.     | Goles     | Part.          | Goles          | Part. | Goles |
| ------------------ | ----- | --------- | --------- | -------------- | -------------- | ----- | ----- |
| AC Nagano Parceiro | 2016  | 10        | 2         | -              | -              | 10    | 2     |
| Total              | Total | 10        | 2         | 0              | 0              | 10    | 2     |